# Pouchetia baumanniana
Pouchetia baumanniana là một loài thực vật có hoa trong họ Thiến thảo. Loài này được Büttner miêu tả khoa học đầu tiên năm 1889.